# 扬州市汶河小学
扬州市汶河小学，简称“汶河”。该校始建于1912年，坐落于中国江苏省扬州市，是辛亥革命后扬州首批新式学堂之一。该校分为石塔（本部）、西门街、东、北柳巷四个校区。
学校以“实”作为校训，有“诚实、充实”之意。2021年11月23日，该校被教育部办公厅评定为第三批全国中小学中华优秀传统文化传承学校。

## 学校历史
1912年（中华民国元年），学校前身江都第二国民初级学校建立，是辛亥革命后扬州首批新式学堂之一。
1949年后，学校曾先后更名为扬州市毓贤街小学、扬州市城西小学、扬州市汶河中心小学、扬州大学附属小学，期间先后与石塔初小、南小街小学、幼幼小学、西门街小学、北柳巷小学合并。
2012年，学校更名为现名扬州市汶河小学。
2013年，汶河小学东校区建立。

## 学校文化

### 校训
“实”

#### 校训含义
该字在《说文解字》中注释为诚实、充实之意。上面的“宀”象征学校，下面的“贯”象征求学（该字繁体写法）。顾名思义，学生的德性应当笃实；知识应当富实；身体应当健实，这三者全部在“宀”内贯穿包含，成为学校教育的最终目的。

### 校风
和而不同

### 教风
务本清心

### 学风
知行合一